# بعد الموقعة (فلم)
بعد الموقعة هو فيلم مصري يتناول أحداث ثورة 25 يناير وموقعة الجمل، تبدأ أحداث الفيلم في مارس 2011 مع الاستفتاء على الدستور وتنتهي في أكتوبر.

## القصة
تتدور أحداث الفيلم حول شاب اسمهُ «محمود» من نزلة السمان يعمل خيّال وهو شاب جاهل يُخدع ويشارك في موقعة الجمل اعتقاداً منه بأن الثوار خونة وضد الاستقرار، ويقوم بدور «محمود» الممثل باسم سمرة، و«ريم» التي تعمل في شركة للإعلان وتنزل الشوارع وتختلط بالناس وتكتشف مشاكلهم وتقوم بدور «ريم» الممثلة منة شلبي.

## طاقم التمثيل
- منة شلبي
- مديحة الحسيني
- باسم سمرة
- ناهد السباعي
- سلوى محمد علي
- تميم عبده
- فرح
- سلمى الديب

## الإنجازات
الفيلم شارك في فاعليات مهرجان كان السينمائي الدورة 65 بعد غياب للسينما المصرية مدة 15 عام.

## روابط خارجية
- مقالات تستعمل روابط فنية بلا صلة مع ويكي بيانات